# Пушкино (Акмолинская область)
Пу́шкино (каз. Пушкино) — село в Буландынском районе Акмолинской области Казахстана. Входит в состав Капитоновского сельского округа. Код КАТО — 114041400.

## География
Село расположено в юго-центральной части района, на берегу реки Кайракты, на расстоянии примерно 41 километров (по прямой) к югу от административного центра района — города Макинск, в 13 километрах к северо-востоку от административного центра сельского округа — села Капитоновка.
Абсолютная высота — 317 метров над уровнем моря.
Ближайшие населённые пункты: село Иванковка — на западе, село имени Балуана Шолака — на юго-западе, село Вознесенка — на севере.
Через село проходит проселочная дорога «Капитоновка — Вознесенка», с выходом на автодорогу областного значения КС-1 «Жалтыр — Макинск».

## История
Основано в 1897 году на 229 мужских душ и заселено в течение года переселенцами из Черниговской губернии. Административно входило в состав Кокчетавского уезда Акмолинской области.
В 1908 году была прирезка земли к обществу на 313 душ на вновь родившихся в селе и прибывших новых переселенцев.

## Население
В 1989 году население села составляло 599 человек (из них русские — 42%, немцы — 34%).
В 1999 году население села составляло 357 человек (159 мужчин и 198 женщин). По данным переписи 2009 года в селе проживало 177 человек (87 мужчин и 90 женщин).
| Численность населения | Численность населения | Численность населения |
| 1989                  | 1999                  | 2009                  |
| --------------------- | --------------------- | --------------------- |
| 599                   | ↘357                  | ↘177                  |

## Улицы[5]
- ул. Мира
- ул. Приречная
- ул. Школьная